# Colorful 2
『colorful 2』（カラフル ツー）は、國府田マリ子のスペシャルセレクションアルバム第2弾。2001年2月7日、KONAMIより発売。

## 解説
1994年から1999年の作品群から『恋する気持ち』をテーマにした曲を収録。前作『colorful』同様、こちらもコナミサイドが一方的に選曲した、本人の手が全く入っていないベスト。当時、國府田本人は「このアルバムは買わないでほしい」とファンに訴えていたことから、國府田とコナミの関係が最後は悪かったことが窺える。

## 収録曲
1. 夏の果て
  - 作詞：戸沢暢美、作曲・編曲：中崎英也

2ndアルバム『Vivid』より
2. ムーンライト美術館
  - 作詞：戸沢暢美、作曲：川上明彦、編曲：佐藤準

2ndアルバム『Vivid』より
3. 前髪
  - 作詞：戸沢暢美、作曲・編曲：西脇辰弥

1stアルバム『Pure』より
4. LOVE SONG
  - 作詞：國府田マリ子、作曲：西沢明、編曲：岩崎文紀

1stアルバム『Pure』より
5. 長雨
  - 作詞：戸沢暢美、作曲：松原みき、編曲：山内薫

2ndアルバム『Vivid』より
6. さよならを信じてる
  - 作詞：國府田マリ子、作曲・編曲：西脇辰弥

2ndアルバム『Vivid』より
7. あなたは今
  - 作詞・作曲・編曲：松原みき

5thアルバム『だいすきなうた』より
8. 無理をしないで
  - 作詞：國府田マリ子、作曲：亀田誠治、編曲：西川進&High Cheez

6thアルバム『やってみよう』より
9. そばにいてよ
  - 作詞：國府田マリ子、作曲・編曲：西脇辰弥

3rdアルバム『Happy!Happy!Happy!』より
10. 星降る涙の夜の彼方
  - 作詞：國府田マリ子、作曲：広谷順子、編曲：西脇辰弥

3rdアルバム『Happy!Happy!Happy!』より
11. さよなら
  - 作詞：國府田マリ子、作曲：奥居香&種ともこ、編曲：奥居香&High Cheez

6thアルバム『やってみよう』より
12. 9月の夏休み
  - 作詞：三浦徳子、作曲：松原みき、編曲：十川知司

3rdアルバム『Happy!Happy!Happy!』より
13. やさしくひかる
  - 作詞：國府田マリ子、作曲：浅井裕子、編曲：亀田誠治

5thアルバム『だいすきなうた』より
14. なで肩の長い夜
  - 作詞：戸沢暢美、作曲：亀井登志夫、編曲：佐藤準

2ndアルバム『Vivid』より
15. 100年の恋
  - 作詞・作曲：八野英史、編曲：b-flower

5thアルバム『だいすきなうた』より